# Da mao xian jia
Da mao xian jia é um filme de ação de Hong Kong de 1995 dirigido por Ringo Lam e estrelado por Andy Lau, Rosamund Kwan e Jacklyn Wu. Foi o último filme de Ringo Lam em Hong Kong antes de ir para Hollywood em 1996. O filme Da mao xian jia foi filmado em locações em Hong Kong, Estados Unidos e Filipinas, o que mostra a ambição de Lam de ir para a rotina internacional.

## Elenco
- Andy Lau como Wai Lok-yan / Mandy Chan
- Rosamund Kwan como Mona
- Jacklyn Wu como Crystal Lui
- Paul Chun como Ray Lui
- Ben Ng como Cão
- David Chiang como Tio Seung
- Philip Ko como Wah
- Nam Yin como capanga de Ray
- William Ho como General Buboei
- John Ching como Major Bodar
- Ng Kwok-cheung
- Parkman Wong como Oficial Cheng
- Four Tse como guarda-costas de Ray
- Wong Kam-kong como Oficial Militar
- Victor Wong como Tio Nine
- Hogan Vindo
- George Cheung como Tio Tung
- Chris Wong
- Wang Lung
- Steve Hung
- Caleb Mandate
- Ken Chu
- Ming Vu
- Dale Chung
- Tony Gee
- Rick Heffner
- Robert McCutchen
- Paula Eliso como Menina Espancada
- John Randa
- Chu Siu-kei
- Edward Corbett como CIA
- Maggie Wong como irmã de Yan
- So Wai-nam como guarda-costas de Ray
- Lee Siu-kei como jogador
- Van Darkholme (creditado como Nam Yin) como Blackie

## Canção tema
- The Romantic Flame Never Burns Out (愛火燒不盡)
  - Compositor: Tsui Ka-leung
  - Letrista/Cantor: Andy Lau

## Recepção

### Recepção da critica
Derek Elley, da Variety, elogiou a maneira como o diretor Ringo Lam lida com as sequências de ação e o desenvolvimento dos personagens, destacando também as atuações de Andy Lau e Jacklyn Wu. Joey O'Bryan, do The Austin Chronicle, deu ao filme uma pontuação de 2/5 estrelas, observando seu “tom ligeiramente esquizofrênico” e empalidece em comparação com os melhores trabalhos de Lam e o descreve como “um pouco perfeito, mas ação/melodrama adequadamente divertido.”

### Bilheteria
O filme arrecadou HK$ 14 839 584 nas bilheterias de Hong Kong durante sua exibição nas salas de cinema de 2 a 30 de agosto de 1995 em Hong Kong.